# Wazon z cyniami i innymi kwiatami
Wazon z cyniami i innymi kwiatami (hol. Stilleven met zinnia's, ang. Vase with Zinnias and Other Flowers) – obraz olejny (nr kat.: F 251, JH 1142) Vincenta van Gogha namalowany latem 1886 roku podczas jego pobytu w Paryżu. 

## Historia i opis
Podczas swego pobytu w Paryżu van Gogh namalował serię martwych natur z kwiatami. Przedsięwzięcie, jakie artysta postawił przed sobą, było równie obszerne, jak seria głów wieśniaków z Nuenen. I choć martwe natury z kwiatami, w liczbie ponad 40, nie należą do jego największych arcydzieł, to wykazują jego determinację, jeśli chodzi o doskonalenie koloru. Brat artysty Theo w liście do matki wspominał, iż Vincent malując kwiaty stawiał sobie jako główny cel odświeżenie kolorów dla potrzeb późniejszej pracy.
Wazon z cyniami i innymi kwiatami ukazuje van Gogha jako kolorystę – obok jaśniejszej palety obraz odznacza się intensywnym impastem i bardziej energicznymi, grubymi pociągnięciami pędzlem przybierającymi często trójwymiarowy charakter.
W latach 1893–1948 obraz należał do Alidy Oldenboom-Luetkemann. Później trafił w ręce firmy Alex Reid & Lefèvre Ltd., która 2 października 1951 sprzedała go National Gallery of Canada.